# Jussecourt-Minecourt
Jussecourt-Minecourt è un comune francese di 202 abitanti situato nel dipartimento della Marna nella regione del Grand Est.

## Società

### Evoluzione demografica
Abitanti censiti